# Путятіно
Путя́тіно (рос. Путятино) — село у складі Шарлицького району Оренбурзької області, Росія.

## Населення
Населення — 546 осіб (2010; 664 у 2002).
Національний склад (станом на 2002 рік):
- росіяни — 93 %